# São Gonçalo Futebol Clube
Il São Gonçalo Futebol Clube, noto anche semplicemente come São Gonçalo, è una società calcistica brasiliana con sede nella città di São Gonçalo do Amarante, nello stato del Rio Grande do Norte.

## Storia
Il club è stato fondato il 28 luglio 1999. Il São Gonçalo ha partecipato al Campeonato Brasileiro Série C nel 2001 e nel 2003. Nella stagione 2003, il club ha raggiunto la finale del Campionato Potiguar, perdendo la finale per il titolo contro l'América.